# Theodor Döhler
Theodor Döhler (ur. 20 kwietnia 1814 w Neapolu, zm. 21 lutego 1856 we Florencji) – austriacki pianista i kompozytor.

## Życiorys
Był uczniem Juliusa Benedicta w Neapolu oraz Carla Czernego i Simona Sechtera w Wiedniu. W 1831 roku został nadwornym pianistą Karola Ludwika, księcia Lukki. W latach 1836–1845 odbył szereg podróży koncertowych, występując m.in. w Berlinie, Warszawie, Paryżu, Londynie, Budapeszcie i w Skandynawii. W 1845 roku wyjechał do Rosji, gdzie występował w Petersburgu i Moskwie. W 1846 roku poślubił hrabinę Szeriemietiewą, w następstwie czego z rozkazu cara Mikołaja I musiał przerwać działalność koncertową i poświęcił się komponowaniu. Otrzymał również tytuł szlachecki. W 1848 roku osiadł we Florencji.
Był autorem opery Tancreda (wyst. Florencja 1880), ponadto komponował liczne utwory fortepianowe o charakterze salonowym oraz wariacje na tematy z oper.